# Вулиця Ямчитського
Вулиця Ямчитського — найкоротша (275 м) вулиця в історичній частині Одеси, від Італійського бульвару до Штабного провулка.

## Історія

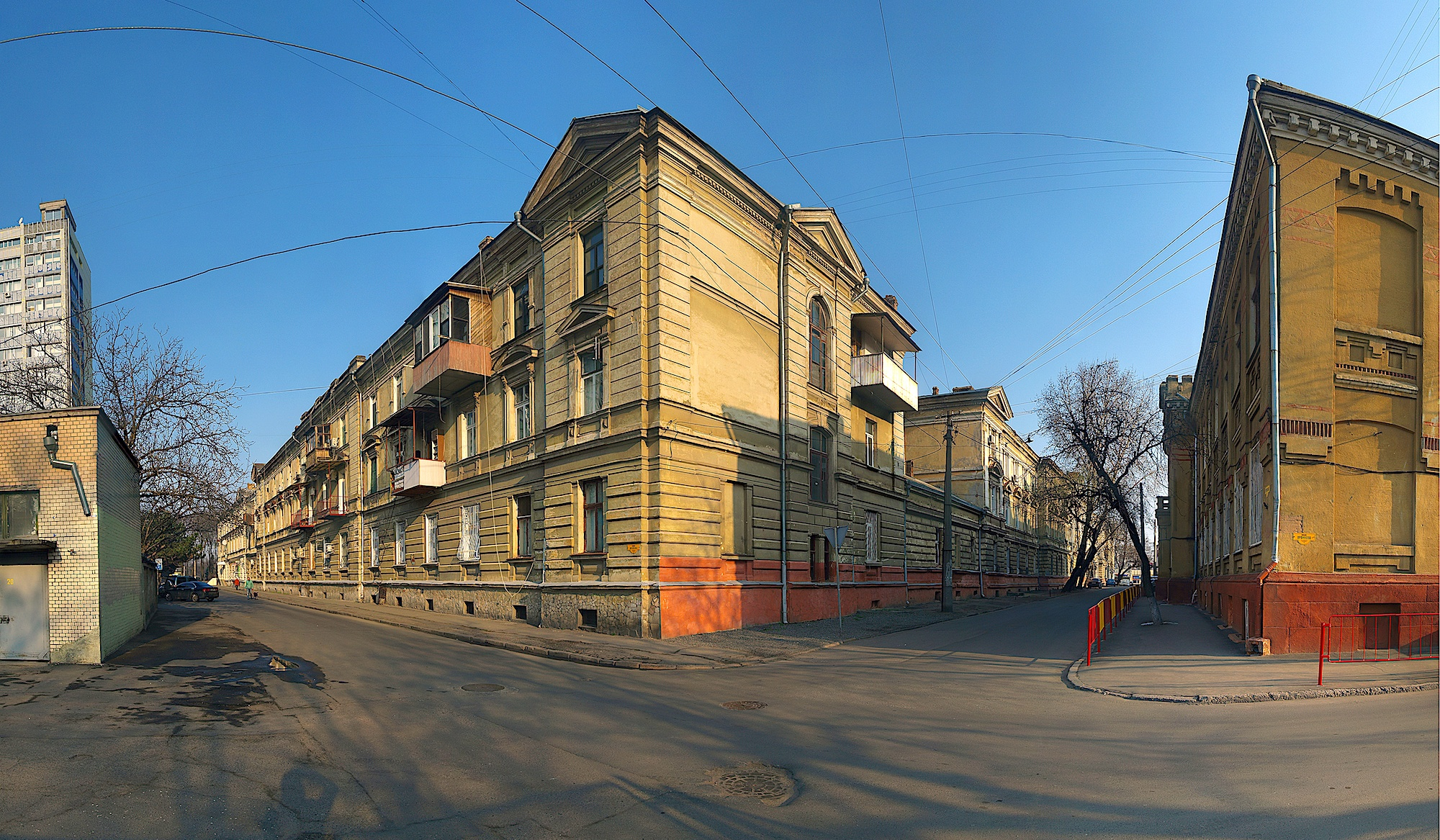
Комплекс Павловських будинків

За радянських часів, з 1937 по 1995 рік, вулиця мала ім'я відомого російського революціонера Карпінського (1880-1965). У 1995 році вулиця була названа на честь відомого одеського благодійника Павла Захаровича Ямчитського (1800-1882), який працював на посаді помічника секретаря Одеського комерційного суду. У своєму заповіті Павло Захарович відписав 511 000 рублів на будівництво будинків для здачі в оренду недорогих квартир і безкоштовної житлоплощі громадянам, з умовою передати будівлі, що носять його ім’я, в «невід’ємну приналежність до міста Одеса». На його гроші в кінці XIX століття на вулиці був побудований житловий комплекс Павловських будинків дешевих квартир.

## Пам'ятки
Будинок № 7 — середня загальноосвітня школа № 57, в якій в 1930-х роках навчався Герой Радянського Союзу Олександр Орликов (меморіальна дошка).